# Charles Edward Beevor
Charles Edward Beevor (ur. 12 czerwca 1854 w Londynie, zm. 5 grudnia 1908 tamże) – angielski neurolog i anatom. Opisał tzw. objaw Beevora, odruch żuchwowy, a także obszar mózgu zaopatrywany przez tętnicę naczyniówkową przednią. Dyplom lekarski otrzymał w 1881.